# Heereskunde
Die Heereskunde ist eine Historische Hilfswissenschaft der Militärgeschichte. Sie umfasst die geschichtliche und kulturgeschichtliche Entwicklung aller Teile der Streitkräfte in Bezug auf alle Aspekte, insbesondere auf Formation, Organisation, Ausbildung, Bekleidung, Ausrüstung, Bewaffnung und Verwaltung.

## Geschichte
Historisch bedingt bezieht sich der Name Heereskunde nur auf das Heer, da bei Begründung der Heereskunde Mitte bis Ende des 19. Jahrhunderts die Streitkräfte des deutschen Sprachraumes ganz überwiegend aus Heereseinheiten, insbesondere der Infanterie, Kavallerie und Artillerie, bestanden. Die Marine hatte zu dieser Zeit eine nur geringe Bedeutung.
Während die frühen Heereskundler wie Richard Knötel ihre Forschungen zuvorderst auf das Erfassen und Beschreiben militärischer Ausrüstungsgegenstände konzentrierten, setzte sich in der zweiten Hälfte des 20. Jahrhunderts langsam ein ganzheitlicher Ansatz der Heereskunde durch, der die Entwicklung der militärischen Bekleidung in Kontext zu gesellschaftlichen und wirtschaftlichen Zusammenhängen setzte. Insbesondere Hans Bleckwenn ebnete hierfür mit seinen Arbeiten den Weg.

## Heereskundliche Gesellschaften
In Deutschland wurde bereits 1898 die „Deutsche Gesellschaft für Heereskunde“ (DGfH) gegründet. In Österreich gab es von 1921 bis 1938 und wieder seit 1974 die „Österreichische Gesellschaft für Heereskunde“ (ÖGHK). In den USA besteht die 1949 gegründete Gesellschaft „The Company of Military Historians“.

## Publikationen
- Zeitschrift für Heereskunde, Hrsg. Deutsche Gesellschaft für Heereskunde
- Vierteljahrshefte für Truppenführung und Heereskunde, 1908, Hrsg. Preußischer Generalstab
- MILITARIA AUSTRIACA, Hrsg. Österreichische Gesellschaft für Heereskunde